# Silnice I/37
Silnice I/37 je silnice I. třídy spojující města Trutnov, Dvůr Králové nad Labem (nepřímo), Jaroměř, Hradec Králové, Pardubice, Chrudim, Ždírec nad Doubravou, Žďár nad Sázavou a Velká Bíteš (s návazností na dálnici D1 do Brna). Celková délka silnice je 150,194 km.
Původně silnice začínala v Hradci Králové, do Trutnova byla protažena po povýšení silnice Jaroměř – Trutnov (původně části silnic II/299 a II/300) na I. třídu roku 1998.
V úseku Hradec Králové – Pardubice je vedena jako směrově oddělená čtyřproudá silnice – tzv. "hradubická". 12. dubna 2016 se tento úsek stal silnicí pro motorová vozidla s maximální dovolenou rychlostí 110 km/h.
V současné době má silnice 37 dvě části, protože mezi Hořenicemi a Hradcem Králové byla přerušena a nahrazena dálnicí D11. Po dálnici nevede v peáži jak bývá zvykem, protože po dokončení dálnice do Trutnova bude silnice 37 opět začínat v Hradci Králové na městském okruhu, stejně jako před rokem 1998. Krátký úsek od současného začátku silnice 37 v Trutnově bude nahrazen silnicí 14, která tudy bude odkloněna na dálnici. Po dokončení jižní spojky v Hradci Králové bude trasa silnice 37 odkloněna na spojku a začínat u dálnice D11 na exitu 90. Z Trutnova až do Hradce Králové je silnice 37 postupně nahrazována silnicí II/611, ale staničení prozatím zůstává stejné.

## Vedení silnice

### Královéhradecký kraj

#### Okres Trutnov
- Trutnov, křížení s I/14 a I/16; peáž s II/300 (4,519)
- Bojiště
- Nový Rokytník, Nová Střítež
- křížení s III/30015 (4,697)
- Střítež
- Křížení s III/30018 (0,356)
- křížení s III/30015 (2,064)
- Výšinka
- Křížení s III/30014 (1,849)
- Nové Kocbeře
- Kocbeře, konec peáže a křížení s II/300 (0,811)
- křížení s III/29926 (2,492)
- Choustníkovo Hradiště, křížení s II/299 (0,536), začátek peáže
  - křížení s III/29933 (0,719)
- křížení s I/307 (1,559)
- Kuks, křížení s III/29920 (0,620) a III/2992x (2,105)

#### Okres Náchod
- Brod, křížení s III/29921 (0,843)
- Heřmanice, křížení s III/29919 (1,008)
- Hořenice, křížení s I/33 (přivaděč k dálnici D11), začátek přerušené části a peáž s II/611
  - křížení s III/29918 (1,422)
- Jaroměř, křížení s III/29915 (0,495)
  - křížení s II/285 (1,023)
- křížení s I/33 a II/299, konec peáže s I/299

Po silnicích I/33, I/35 a I/31 peážuje až po Hradec Králové, konec přerušené části a peáže s II/611

#### Okres Hradec Králové
- Hradec Králové, začátek na křížení se silnicí I/31, začátek čtyřpruhu podél Labe (2,188) - začátek elektronické mýta
- MÚK Březhrad (1,097)
- MÚK Březhrad (0,448), začátek silnice pro motorová vozidla

### Pardubický kraj

#### Okres Pardubice
- MÚK křížení s III/29813
- Opatovice nad Labem

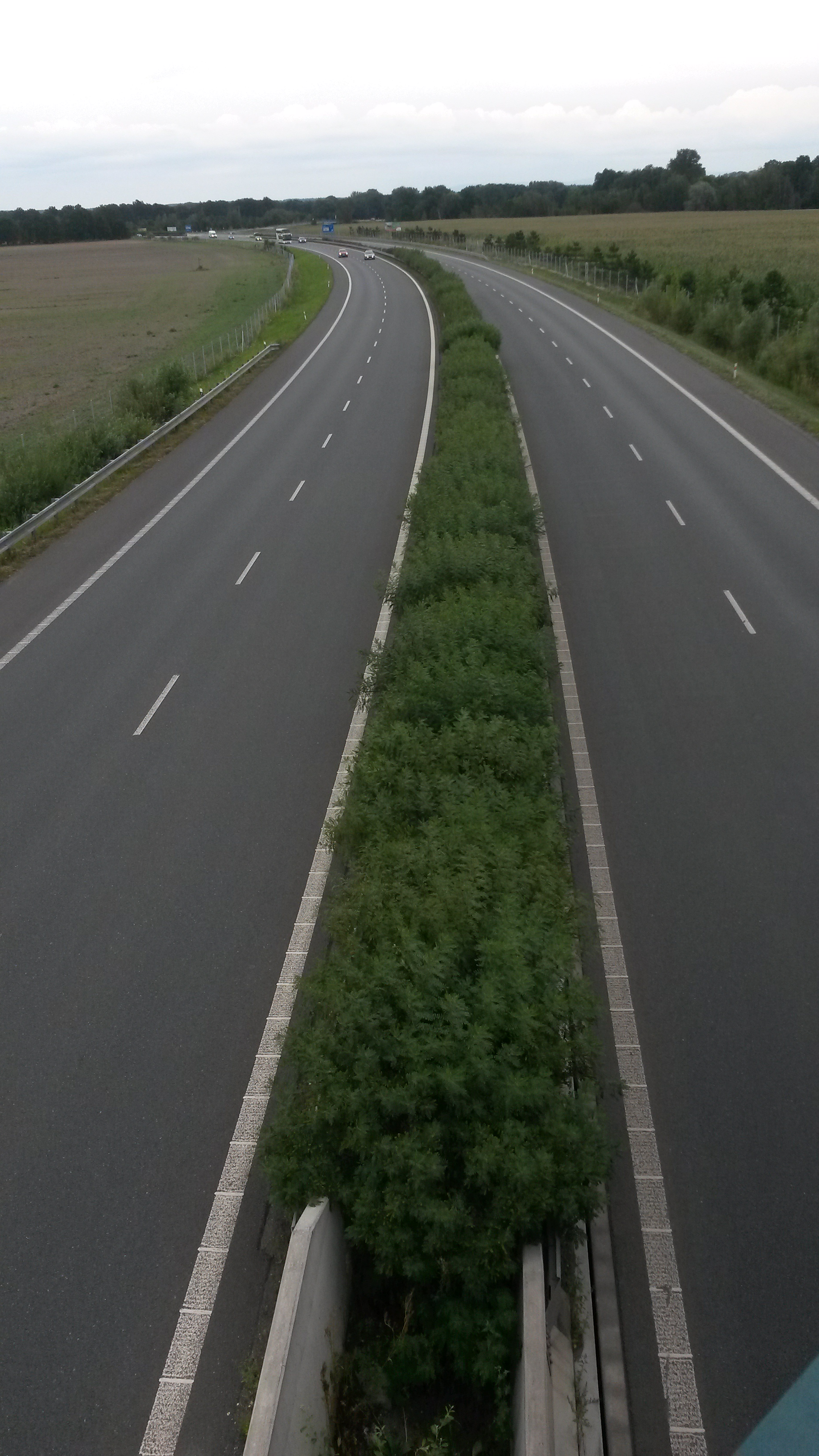
Silnice I/37 z nadjezdu u Hrobic, pohled SV směrem

- Mimoúrovňová křižovatka Opatovice na Labem (MÚK s D35 a II/324, ta dále pokračuje paralelně)
- Elektrárna Opatovice nad Labem
- MÚK s II/324, odklonění od čtyřpruhové silnice
- Hrobice
- MÚK se silnicí III/0373 (3,525)
- MÚK se silnicí III/0376 (0,676)
- MÚK se silnicí III/0375 (2,680)
- Pardubice
  - Ohrazenice, křížení s III/32224, konec silnice pro motorová vozidla - konec elektronické mýta
  - křížení a peáž po I/36 až na Zelené Předměstí
  - křížení s I/2 a II/322, konec čtyřpruhu
  - Nové Jesenčany
- Dražkovice, křížení s II/324 přes MÚK
- křížení s III/32226

#### Okres Chrudim
- MÚK s II/324 Medlešice (pouze výjezd na Chrudim, Medlešice)
- MÚK Chrudim - Vestec
- MÚK Chrudim s I/17
- MÚK Slatiňany s II/358
- Slatiňany, křížení s II/324
- křížení s III/3583 Kunčí
- křížení s III/35817 Lukavice ( sever)
- křížení s II/35814 a III/3409 Lukavice, Svídnice (konec uspořádání kategorie S 11,5/80 dále S 9,5/80)
- Výsonín úrovňové křížení s místními komunikacemi
- Libáň úrovňové křížení s místními komunikacemi
- Drahotice úrovňové křížení s místními komunikacemi
- Nasavrky, křížení s II/337 (změna kategorie na S11,5/80)
  - křížení s III/33766
  - křížení s II/337 (konec uspořádání kategorie S 11,5/80 dále S 9,5/80)
- křížení s III/34436
- Nová Ves, křížení s III/33770
- Rohozná
- Trhová Kamenice, křížení s II/343 (0,498)
  - křížení s III/34417 (0,257)
  - křížení s II/343 (2,864)
- křížení s III/3433 (0,666)

### Kraj Vysočina

#### Okres Havlíčkův Brod
- křížení s III/3436 (0,643)
- Údavy, křížení s III/03711 (0,933)
- křížení s III/34418 (2,205)
- křížení s III/34416 (1,255)
- křížení s III/34417
- Ždírec nad Doubravou, křížení s I/34 (0,427)
- Krucemburk, křížení s III/03712 (0,873)
  - křížení s III/03713 (0,071)
  - křížení s III/15015 (1,333)

#### Okres Žďár nad Sázavou
- Vojnův Městec (0,491)
  - křížení s III/35014 (0,161)
  - křížení s III/03426 (5,560)
- křížení s III/03724 (1,435)
- křížení s III/03726 (1,609)
- křížení s II/350 (3,105)
- Stržanov
- Žďár nad Sázavou
  - křížení s III/35016 (2,105)
  - křížení s II/353, peáž (0,439)
  - křížení s I/19, peáž s II/150 (0,779)
  - křížení s I/19 (0,400)
  - křížení s II/353 (6,699)
- Vatín
- Sazomín
- křížení s III/35424 (1,168)
- křížení s III/03717 (0,407)
- Ostrov nad Oslavou
  - křížení a peáž s II/388, II/354 (0,221)
  - křížení a konec peáže s II/388, II/354 (2,118)
- křížení s III/03718 (2,783)
- Laštovičky
- Rousměrov, křížení s III/3883 (0,556)
- křížení s III/36049 (3,190)
- Na Brejlích
- Sklené nad Oslavou
- křížení s III/03723 (5,527)
- Jívoví
- Křižanov, křížení s III/36051 (0,758)
  - křížení s II/360, peáž (0,059)
  - křížení s II/360 (0,103)
  - křížení s II/391 (2,367)
- křížení s III/3911 (2,652)
- Ořechov, křížení s III/03719 (2,818)
- křížení s III/3915 (0,370)
- Osová Bítýška, křížení s III/03722 (0,420)
  - křížení s II/390 (5,938)
- Velká Bíteš, křížení s III/3791a (0,159)
  - křížení a peáž s II/602 (0,516)
  - křížení s II/602 a II/395 (1,706)
- Křížení s D1, dále navazuje II/399

## Modernizace silnice
| Číslo | Název                                                 | Délka  | Kategorie   | Zahájení výstavby | Uvedení do provozu | Křižovatky           |
| ----- | ----------------------------------------------------- | ------ | ----------- | ----------------- | ------------------ | -------------------- |
| E54   | Březhrad – Opatovice                                  | 3,3 km | 24,5/100    | 04/2010           | 07/2013            |                      |
| E69   | MÚK Stéblová                                          | 0,8 km | 24,5/100    | 10/2013           | 12/2014            | Stéblová             |
| E55   | Hrobice – Ohrazenice                                  | 6,4 km | 24,5/100    | 11/2009           | 05/2012            |                      |
| E56   | MÚK Doubravice – odbočovací pruh                      | 0,5 km |             | 05/2019           | 01/2020            | Doubravice           |
| E57   | Pardubice – MÚK Palackého, dostavba                   | 1 km   | 24,5/70     | 10/2019           | 09/2021            | Palackého            |
| E58   | Pardubice – Trojice                                   | 1 km   | 24,5/70     | 03/2015           | 10/2017            | Závodiště            |
| E78   | Pardubice - Chrudim, rozšíření na 4pruhové uspořádání | 7,8 km | 21,5/110    | bude oznámeno     | bude oznámeno      | Dražkovice Jesenčany |
| E80   | MÚK Medlešice                                         |        |             | plánováno 2026    | plánováno 2026     | Medlešice            |
| E59   | Chrudim – obchvat, úsek Medlešice – silnice I/17      | 5,9 km | 11,5/100-80 | 03/2013           | 12/2015            |                      |
| E60   | Chrudim – obchvat, úsek silnice I/17 – Slatiňany      | 4,6 km | 11,5/80     | 12/2019           | 12/2021            |                      |
| E68   | Trhová Kamenice – most ev. č. 37-041                  | 0,7 km | 11,5/70     | 04/2011           | 07/2012            |                      |
| J72   | Žďár nad Sázavou, Jihlavská – Brněnská                | 0,7 km | 9,5/70      | 05/2024           | plánováno 2025     |                      |
| J66   | Sklené nad Oslavou – obchvat                          | 2,1 km | 9,5/80      | 03/2017           | 10/2018            |                      |
| J68   | Osová Bítýška – obchvat                               | 2,9 km | 9,5/80      | 09/2019           | 08/2021            |                      |

## Související silnice III. třídy
- III/0372 odbočka Čeperka (1,759 km)
- III/0373 křížení s III/ 32312 a II/333 u Staré Ždánice (1,536) – I/37 – Srch, křížení s III/0375 (1,031) – Hradiště na Písku, II/324, křížení s III/2987 (4,380)
- III/0375 Hrádek, křížení s III/3239 – Pohránov – I/37 – Srch, křížení s III/0376 (2,553)
- III/0376 odbočka Stéblová (0,960)
- III/0378 odbočka Škrovád (0,737)
- III/03711 Údavy – Stružinec (1,766)
- III/03712 Krucemburk – Staré Ransko (1,232)
- III/03713 Krucemburk – Rychtářka, křížení s III/03426 (3,053)
- III/03717 odbočka k železniční stanici Ostrov nad Oslavou (0,623)
- III/03718 odbočka Suky (0,520)
- III/03719 II/602 – D1 – Dolní Radslavice, křížení s III/03720 (1,176) – Březejc – Ořechov (6,564)
- III/03720 Dolní Radslavice, křížení s III/03719 (1,350) – III/03721 – Lhotky (0,553)
- III/03721 křížení s III/03721 – Kúsky (0,800)
- III/03722 Osová Bítýška, spojka mezi I/37 a II/390 (0,570)
- III/03723 odbočka Radenice (0,750)
- III/03724 Škrdlovice (1,618)
- III/30014 I/37 – Nový Kohoutov – Kohoutov, křížení s III/29923 – Kladruby
- III/30015 I/37 – Brusnice – Hajnice – Kyje, křížení s III/3073 – III/30016 – I/37
- III/30016 III/30016 – Studenec – III/30017 – III/3041
- III/30017 III/30016 – Radeč, křížení s III/3012
- III/30018 I/27 – Horní Žďár – Dolní Žďár – Staré Buky – Pilníkov, křížení s I/16